# Вьё-Понт-ан-Ож
Вьё-Понт-ан-Ож (фр. Vieux-Pont-en-Auge) — коммуна во Франции, находится в регионе Нижняя Нормандия. Департамент коммуны — Кальвадос. Входит в состав кантона Сен-Пьер-сюр-Див. Округ коммуны — Лизьё.
Код INSEE коммуны — 14750.

## Население
Население коммуны на 2010 год составляло 300 человек.
| 1962 | 1968 | 1975 | 1982 | 1990 | 1999 | 2010 |
| ---- | ---- | ---- | ---- | ---- | ---- | ---- |
| 310  | 280  | 219  | 210  | 220  | 275  | 300  |

## Экономика
В 2010 году среди 188 человек трудоспособного возраста (15—64 лет) 140 были экономически активными, 48 — неактивными (показатель активности — 74,5 %, в 1999 году было 68,0 %). Из 140 активных жителей работали 127 человек (67 мужчин и 60 женщин), безработных было 13 (6 мужчин и 7 женщин). Среди 48 неактивных 12 человек были учениками или студентами, 21 — пенсионерами, 15 были неактивными по другим причинам.